# إدوارد ثيونس
إدوارد ثيونس (بالفرنسية: Edward Theuns) (و. 1991  م) هو راكب دراجة هوائية، من بلجيكا، ولد في غنت.

## سباقات أو مراحل فاز بها
| التاريخ        | السباق                                  | المركز                      |
| -------------- | --------------------------------------- | --------------------------- |
| 21 مارس 2014   | هاندزام الكلاسيكي 2014                  |                             |
| 28 يوليو 2014  | 2014 Grote Prijs Raf Jonckheere         |                             |
| 17 أغسطس 2014  | سباق النرويج 2014                       | العاشر في تصنيف النقاط      |
| 19 أغسطس 2014  | غروت بريجس ستاد زوتيجم 2014             |                             |
| 01 يناير 2015  | طواف أوروبا للدراجات 2015               |                             |
| 01 فبراير 2015 | سباق جائزة لا مارسيليس الكبرى 2015      | السابع في التصنيف العام     |
| 15 فبراير 2015 | طواف ألميريا 2015                       | الخامس في التصنيف العام     |
| 28 فبراير 2015 | طواف نيوشبلاد 2015                      | المرتبة 14 في التصنيف العام |
| 14 مارس 2015   | روند فان درينثي 2015                    | الأول في التصنيف العام      |
| 21 مارس 2015   | دلتا تور زيلاند 2015                    | الخامس في التصنيف العام     |
| 25 مارس 2015   | دفارز دور فلاندرز 2015                  | الثاني في التصنيف العام     |
| 14 يونيو 2015  | روند أم كولن 2015                       |                             |
| 24 يونيو 2015  | هالي إنجويجم 2015                       |                             |
| 06 أكتوبر 2017 | 2017 Zwevezele Koers                    |                             |
| 15 أكتوبر 2017 | طواف تركيا الرئاسي 2017                 | الأول في تصنيف النقاط       |
| 21 سبتمبر 2019 | جي بي إيبانيس-فان بيتيجم 2019           | الأول في التصنيف العام      |
| 20 يونيو 2021  | سباق الطريق للرجال في بطولة بلجيكا 2021 |                             |
| 18 سبتمبر 2022 | 2022 جراند بريكس دي إسبيرجوس            |                             |
| 21 مارس 2025   | 2025 Bredene Koksijde Classic           | الأول في التصنيف العام      |

## روابط خارجية
- إدوارد ثيونس على موقع الاتحاد الدولي للدراجات (الإنجليزية)
- إدوارد ثيونس على موقع أرشيف الدراجات (الإنجليزية)
- إدوارد ثيونس على موقع إحصائيات الدراجات الإحترافية (الإنجليزية)
- إدوارد ثيونس على موقع نسبة الدراجات (الإنجليزية)
- إدوارد ثيونس على موقع CycleBase (الإنجليزية)